# Franz Wüsten
Franz Wüsten (* 1843 in Bonn; † 14. Juli 1893 ebenda) war ein deutscher Emailkünstler und Goldschmied.
Wüsten wurde als Sohn des Anton Wüsten und dessen Ehefrau Gertrud geb. Lorenz geboren.
1871/72 arbeitete er bei Peter Carl Fabergé im russischen St. Petersburg, bevor er spätestens ab 1876 in Köln tätig war.
Aufgrund seiner außergewöhnlichen handwerklichen Fähigkeiten wurde Franz Wüsten zum päpstlichen Goldschmied und königlichen Hoflieferanten ernannt. Seine Signatur lautete: FRANZ WÜSTEN COELN.
Wüsten wohnte zuletzt in Köln, er starb 1893 50-jährig in einem Bonner Krankenhaus.
Nach dem Tod Franz Wüstens führte zuerst sein Sohn Franz die Werkstatt allein weiter, von 1902 bis 1906 zusammen mit seinem Bruder August.

## Werke
Auswahl

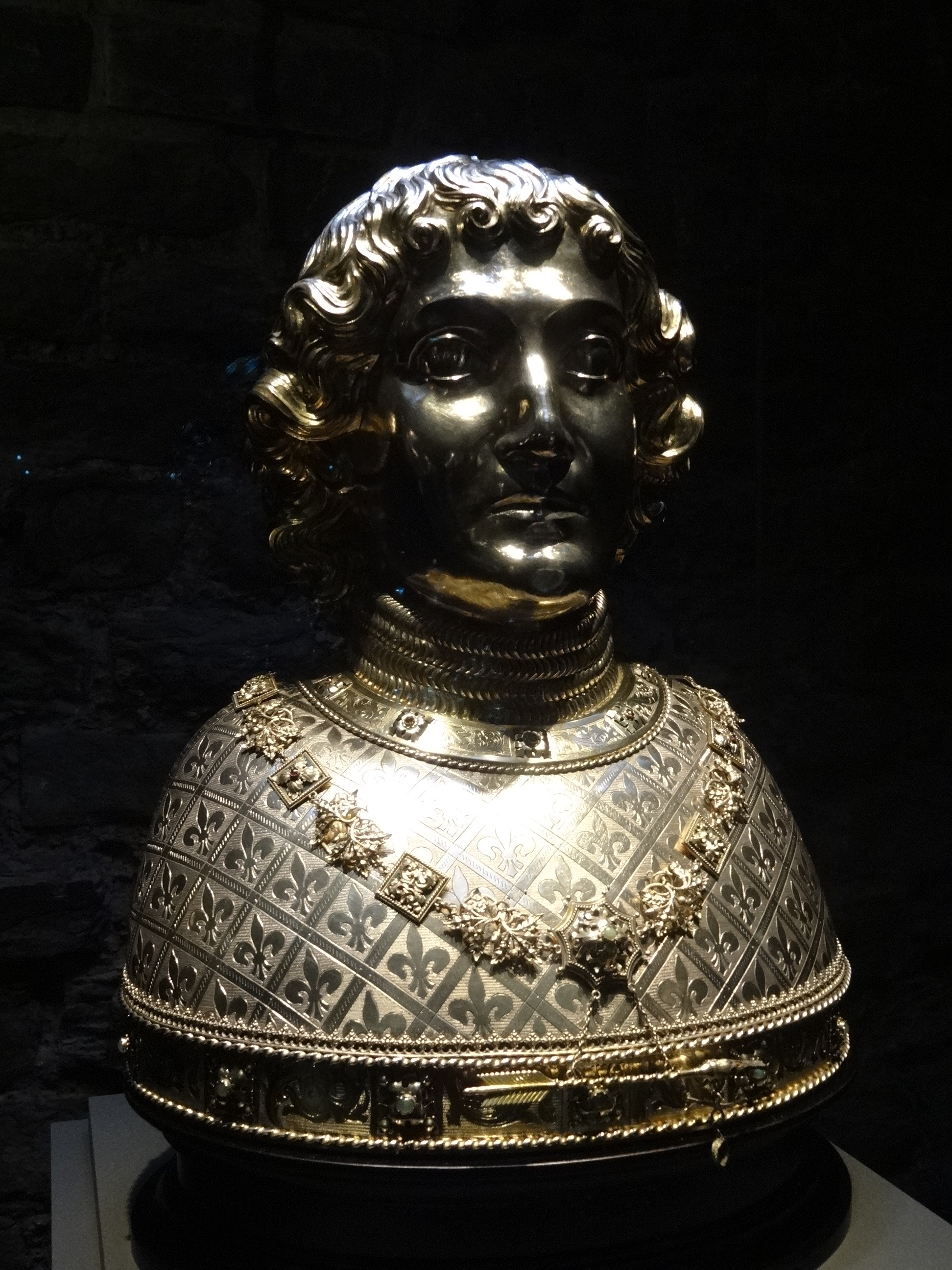
Büstenreliquiar des Hl. Sebastian

- Büste des Hl. Sebastians (1875), getriebenes Silber, teilweise vergoldet; im Besitz der Domschatzkammer Köln
- Messingschrein mit gläsernen Wänden (1876) für den Schädel des Heiligen Briktius; im Besitz von St. Briktius in Oekoven[4]
- Tafelaufsatz (1878), Ehrengeschenk für Georg von Eerde
- Paxtafel (1880) im Trierer Domschatz. Foto
- Kaiserin-Pokal (1892), Silber vergoldet, Email, Diamanten Perlen, Lapislazuli; im Besitz des Kölnischen Stadtmuseums. Foto
- Ciboriums (liturgisches Gefäß), im Besitz der Gemeinde St. Joseph in Essen-Katernberg. Foto
- Kelch (Ende 19. Jh.), Unbefleckte Empfängnis in Wipperfürth-Egen[5]
- Messkelch, im Besitz der Gemeinde St. Joseph in Essen-Katernberg. Foto
- Versehlaterne, seit 1929 im Besitz der Pfarrei St. Nikolaus in Wipperfürth[6]
- Ziborium (1892), Heilig Kreuz, Weilerswist-Großvernich